# 1120

## Esdeveniments
- Creació de l'orde dels templers per Hugo de Paganis i diversos cavallers destinats a protegir els peregrins de Terra Santa

## Naixements
- Lluís VII de França, rei de França.
- Erik el Sant, rei de Suècia

## Necrològiques
- Güelf II el Gros, duc de Baviera